# Паметник на аферата „Мис Стоун“
Паметникът на аферата „Мис Стоун“ е мемориал в чест отвличането на американската мисионерка Елън Стоун от чета на Вътрешната македоно-одринска организация в 1901 година и последвалата едноименна афера „Мис Стоун“.
Паметникът е разположен на мястото на отвличането на американската мисионерка между махалите на село Градево Марево на запад и Баба Цвета на изток, край Републикански път II-19. Изграден е в 60-те години, след промяната на политиката на управляващата Българска комунистическа партия по Македонския въпрос и окончателния отказ от македонизацията в Пиринска Македония. Представлява комплект от каменна чешма с пейка и каменен къс с плоча с надпис:
| „ | Тук на 3. IX. 1901 година четници на ВМОРО под ръководството на Яне Сандански плениха американската протестантска мисионерка мис Елена Стоун. За освобождаването и ВМОРО получи 14 500 лири, които бяха използувани за освободителното дело. | “ |

По-късно паметникът е занемарен. В 2009 година Дружество „Радон Тодев“ – ВМРО Банско го възстановява и започва да го поддържа.